# 帕西拉诺
帕西拉诺（義大利語：Passirano），是意大利布雷西亚省的一个市镇。总面积13平方公里，人口7116人，人口密度547.4人/平方公里（2009年）。国家统计（ISTAT）代码为017136。